# 南普拉特鎮區 (內布拉斯加州霍爾縣)
南普拉特鎮區（英語：South Platte Township）是位於美國內布拉斯加州霍爾縣的一個行政鎮區。

## 地方資料
南普拉特鎮區的面積為94.00平方千米，當中陸地面積為92.59平方千米，而水域面積為1.41平方千米。根據2020年美國人口普查的數據，當地共有人口917人，而人口密度為每平方千米9.76人。